# 冥想

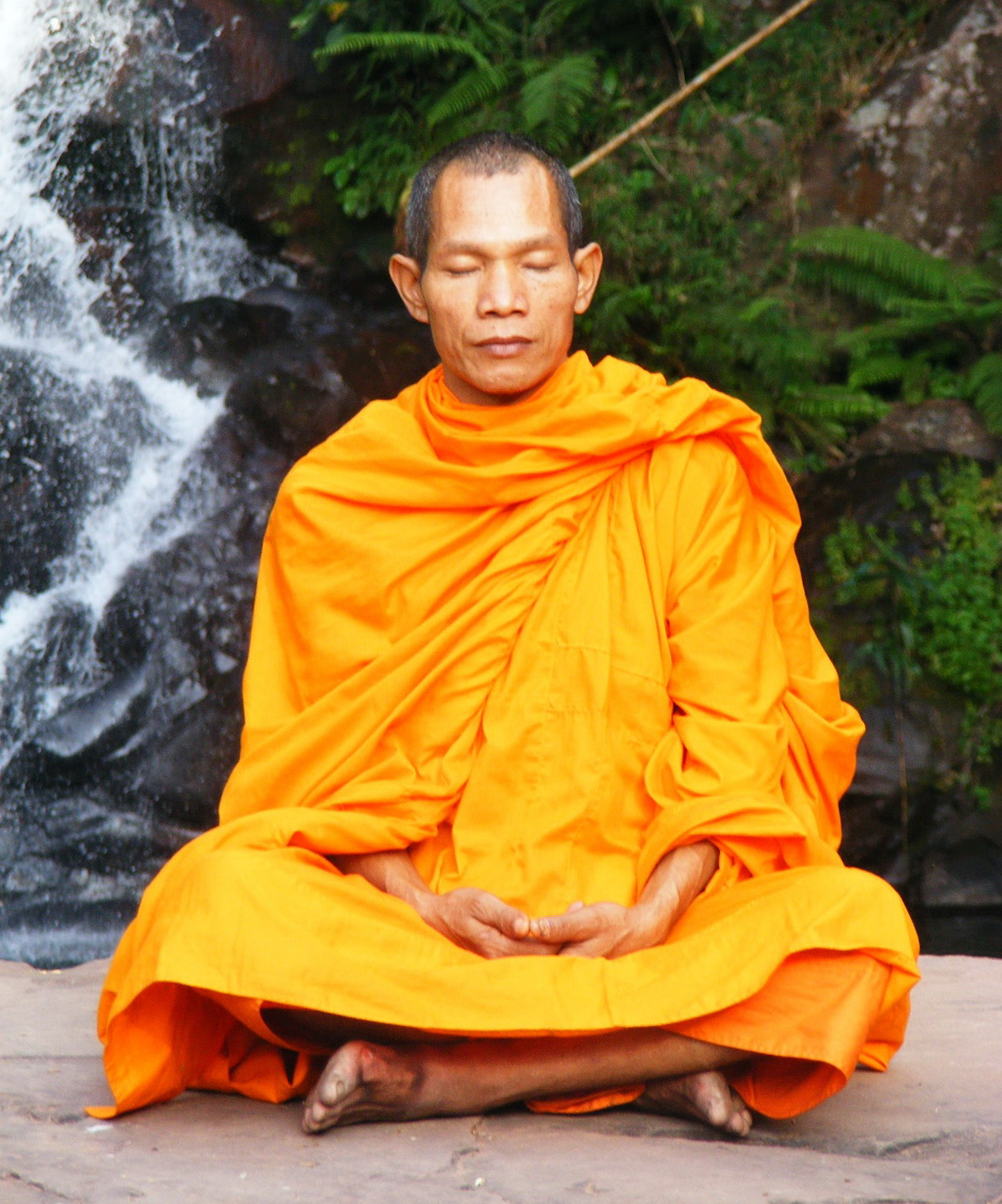
緬甸僧侶冥想

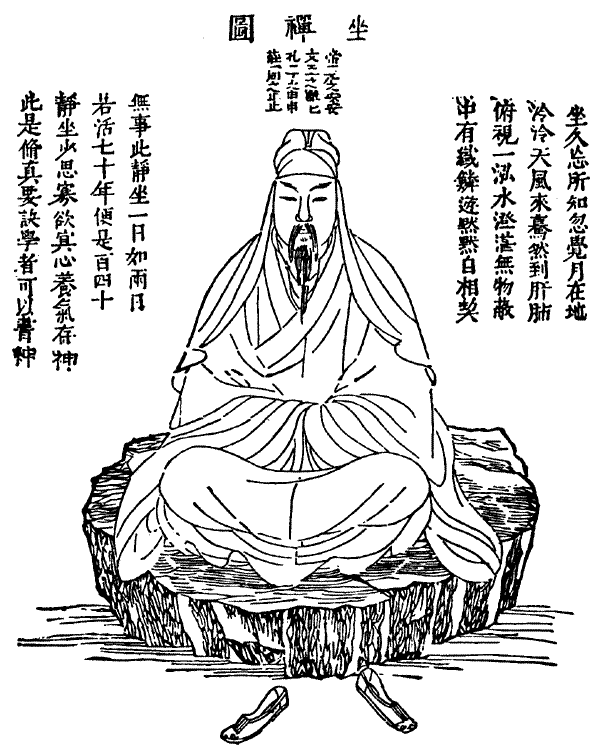
太乙金華宗旨的坐禪圖

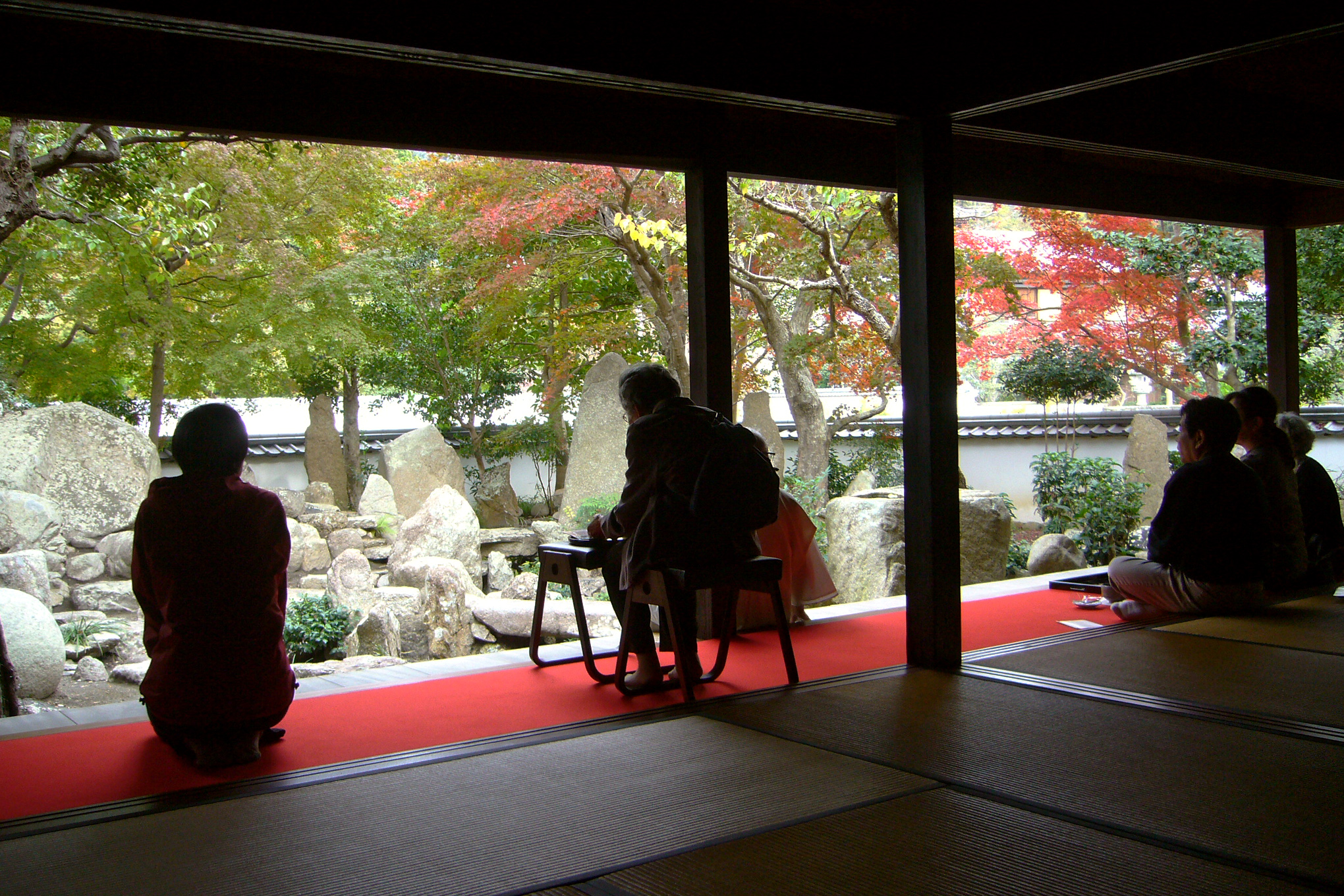
日本僧侶利用枯山水冥想

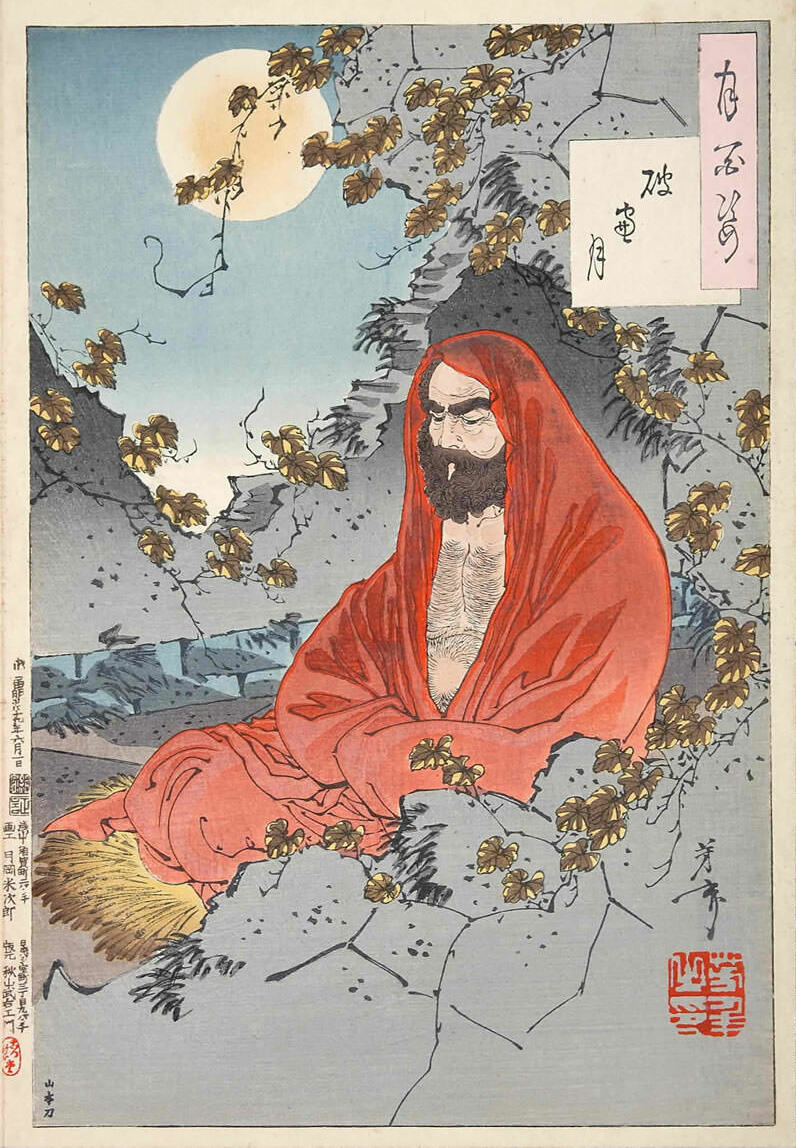
达摩冥想的浮世繪

冥想（英語：Meditation），是一種心性鍛鍊法，在瑜伽裡經常使用，在佛教、道教中則稱為打坐、坐禅。大致可分為兩種作法，第一為將注意力集中一處不動，例如集中於身上脈輪、咒語或身前的燭火等等。第二為心裡觀想特定圖案景象維持不動，如複雜的曼陀羅圖案，有次序的顏色景象變換以及上師神明圖案等等。通常必須先於第一作法得到成果再進行第二種作法，任何一種觀想或集中都有其特定的效果與身心的轉變，所以必須依賴有經驗的老師指導。道家也有“独立守神，肌肉若一”、“精神不散”、“积精全神”、“守一”、“心斋”、“坐忘”之类的冥想方法。
“冥想”一词在心理学中也被用于翻译“mindfulness”（又称“正念”）。

## 冥想的研究
對冥想過程和效果的研究是神經學研究中的持續成長的次領域。
現代科學技術，如功能性磁共振成像儀和腦電圖，已被用來觀察，當人們打坐時以及當人們規律打坐後，他們的身體和大腦怎麼變化。
這些研究已經顯示，定期冥想操練的結果，造成身體明顯的變化。例如，理查德·戴維森（Richard Davidson）和茲恩-津恩的一項研究顯示，八週正念為基礎的冥想訓練顯著地增進左側前大腦活動，這個活動與正向的情緒狀態有關。正向情緒可以是一個技能，可以像學習騎自行車或彈鋼琴那樣的訓練來做到。
自從1950年代以來，已進行過數以百計的冥想研究，但許多早期的研究是有缺陷的，其結果並不可靠。更多最近的評論已經指出，許多這些缺陷是希望引導當前的研究，到一個更富有成效的路徑上。更多的報告評估，進一步的研究需要導向對冥想的理論建構及對冥想的定義。
人們自古已在宗教傳統中操練冥想，特別是在寺廟中。佛教各派都有禪觀打坐的傳統，尤其禪宗；道教上清派强调登斋入靖、存思诸神形象等，全真派講求三教合一，甚至直接念誦《心經》、觀想並坐禪。現在在西方也有許多非宗教性的冥想課程存在，包括正念為基礎的課程。今天，正念為基礎的冥想課程已經在西方醫學和心理學界內流行，這主要是由於這樣的過程對患有壓力相關健康狀況的患者，有觀察得到的正面影響。

### 西方心理學中的冥想
放鬆反應
赫伯特本森博士(Herbert Benson) -身心醫學研究所(Mind-Body
Medical Institute)的創辦人，這個研究所是隸屬於哈佛大學和波士頓幾個醫院。他報告說，冥想能引起一系列統稱為“放鬆反應”的體內生化和物理變化。這放鬆反應包括代謝變化，心臟跳動率，呼吸，血壓和大腦化學物質的變化。本森博士和他的團隊也在喜馬拉雅山脈的佛教寺院做臨床研究。本森寫了《放鬆反應》這本書記錄冥想的好處，這在1975年時尚未廣為人知。
冥想的平靜效果
根據在“心理學報”2006年3月的一篇文章，做冥想活動會讓腦電圖相關的活動放緩。人類的神經系統是由副交感神經系統和交感神經系統組成，前者調控心臟速率、呼吸和其他不自主運動功能。後者則是要喚起身體對劇烈活動作準備。美國國家衛生研究院（NIH）有寫下以下敘述：「目前有被認為，某些類型的冥想可能有效，這是由於冥想減少交感神經系統活動及增加副交感神經系統的活動」或者也可以說，冥想造成激發活動的減低以及增加了放鬆。
流
正念冥想、安般念以及相關的技術，旨在為了引發洞察力而培養注意力。一個更廣泛，更靈活的注意力可以更容易地了知情境，更容易在情感或道德上的困境中保持客觀，而且更容易達到一個反應性的、創造性的覺知或心流（流暢，flow）的狀態。哈佛大學醫學院的研究也顯示，冥想過程中，實驗中的生理訊號顯示呼吸減緩，還有心臟跳動率和血含氧飽和度上升。
對於運動競技用途
有相當數目的現代運動員曾表示使用冥想來準備比賽, 在內心演練上場的動作、細節, 相信有助於場上的表現, 並且穩定緊張的情緒。
西方的治療用途和MBSR 
覺察減壓（Mindfulness-Based Stress Reduction, 簡稱 MBSR) ，做為減輕壓力和疼痛的一個方法，冥想已經進入醫療保健的主流。做為減輕壓力的一個方法，冥想已經被應用於醫院中的慢性或絕症個案，以減低因升高的壓力-包含已被壓抑的免疫系統-的複雜性。在醫學界，有越來越多人同意，心理因素，如壓力、緊張的確是身體缺乏健康的部分因素，在主流科學裡，有越來越多人對這個領域的研究提供資助。
2003年一項對MBSR課程-MBSR中的操練，包含對意識的不斷覺知而且不尋求壓抑念頭-的元分析(meta-analysis)統計研究得出一個結論：冥想可能對一個企圖處理臨床和非臨床問題的人是有用的。對幾種病的診斷，包括慢性疼痛，纖維肌痛，癌症患者和冠狀動脈疾病發現，MBSR是有幫助的。改善包含了身體和心理層面。

### 對不同冥想方式的研究

#### 內觀禪修
由耶魯大學、哈佛大學、麻塞諸塞州總醫院所做的一項研究顯示，冥想可以在大腦的特定區域增加灰質，並可能減緩自然老化過程中的大腦退化這一部分。
該實驗有20個人進行密集的佛教「內觀冥想」訓練，另15人則沒有打坐。腦部掃描顯示，那些打坐的人在腦部負責注意力和處理感覺輸入訊息部位的灰質厚度有增加。一些參與者每天打坐40分鐘，而其他人已經打坐多年。實驗結果顯示，腦厚度的變化依隨冥想時間的長短變化。厚度的增加在0.004和0.008英寸（0.1016毫米 - 0.2032毫米）之間。

#### 坐禅
詹姆斯·奧斯汀博士（美國科羅拉多大學的神經生理學家）在他的書《禪與腦》(Zen and the Brain)（奧斯汀，1999）中報告說，操練冥想禪會「重組大腦中的電路」。透過使用功能性磁共振成像儀，測量大腦中血液流動的掃描技術，這已被確認。

#### 靜觀與正念
靜觀和正念，英文都是 Mindfulness。在現代心理學的情景下，基本上兩字是通用的。根據 Google Trends 的數據，靜觀一詞很大機會在香港誕生，因爲這個詞語率先出現在香港。直至現今，Mindfulness 一詞在香港通常譯作「靜觀」，在其他華文的國家或地区，如台灣、中國大陆等，則較多譯作「正念」。但實質上都是同一個概念。

## 科幻中的冥想
在星际迷航中，瓦肯人、贝久人等种族会使用冥想术，其中数瓦肯人最为知名。

### 瓦肯冥想
瓦肯人每天睡前都会冥想大约一小时，以排除杂念，从而辅助掌控情感。